# Micral N

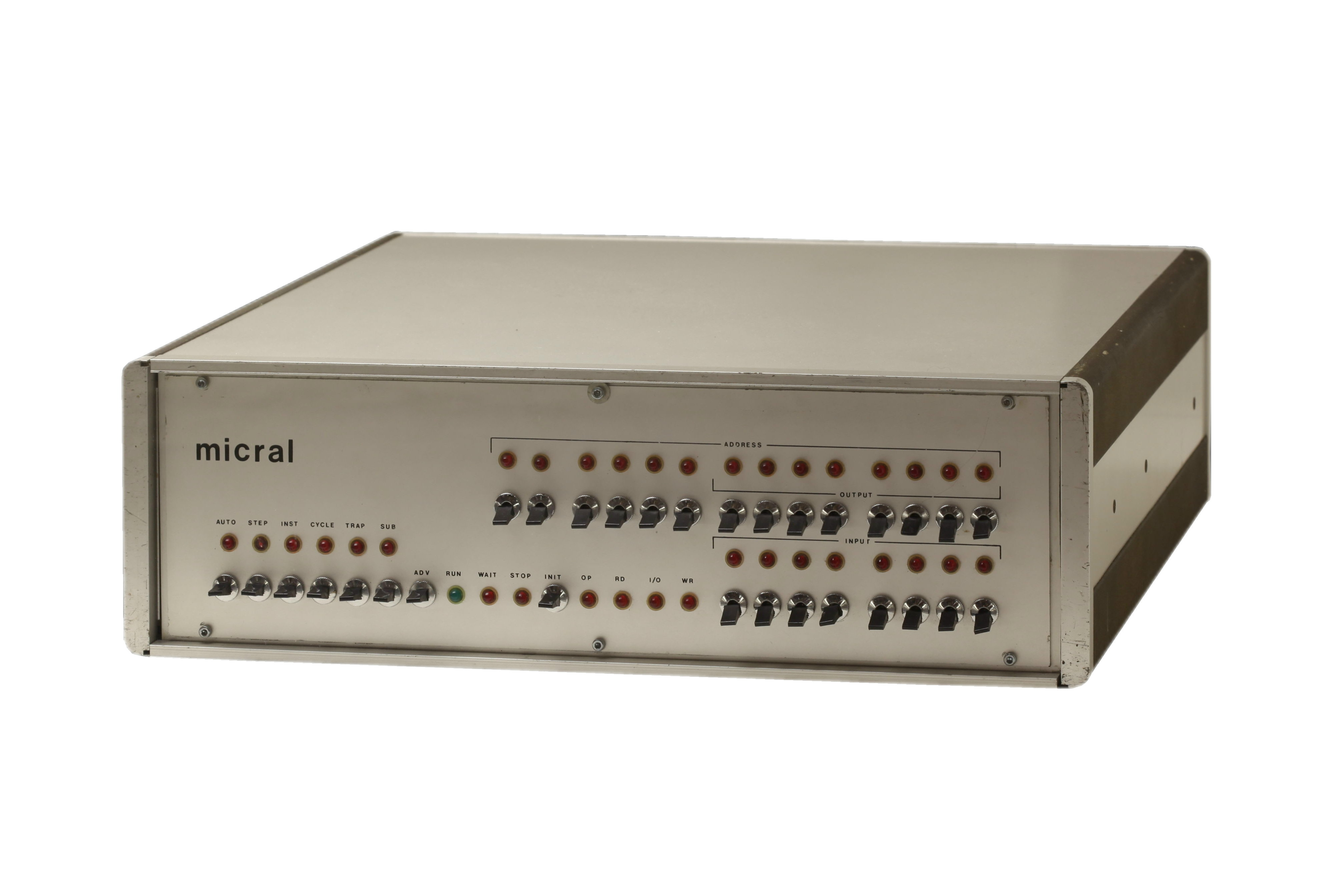
Micral N

Micral N è un microcomputer presentato in Francia nel 1973. Questo computer venne sviluppato dall'I.N.R.A. poiché non poteva permettersi i minicomputer dell'epoca come il PDP-11.
Il Micral N utilizzava il processore Intel 8008 con frequenza di 500 kHz. 
È il primo microcomputer commerciale a far uso del microprocessore e uno dei primissimi ad avere un prezzo abbordabile per tutti gli utenti (8 500 franchi nel 1972).
Il suo avvio (boot) avveniva inserendo manualmente il codice di avvio (un ottetto alla volta) e non con la pressione di un singolo tasto, in modo simile ai grandi computer dell'epoca (es. PDP-11).